# ISO 8501-1
ISO 8501-1 — международный стандарт, выданный организацией ISO, который описывает четыре уровня (обозначенные как «степень ржавости») прокатной окалины и ржавчины, которые обычно имеются на поверхностях непокрытых стальных конструкций и стали на складе. Также описывает определённые степени визуальной чистоты (обозначенные как «степени подготовки») после подготовки непокрытой стальной поверхности и стальной поверхности после полного удаления всех прежних покрытий. Эти уровни визуальной чистоты связаны с общими методами очистки поверхности, используемыми перед окраской.
Полное наименование: ISO 8501-1. Подготовка стальной основы перед нанесением красок и подобных покрытий. Визуальная оценка чистоты поверхности Часть 1. Степени ржавости и степени подготовки непокрытой стальной основы и стальной основы после полного удаления прежних покрытий. 
Настоящая часть ИСО 8501 предназначена как средство для визуальной оценки степеней ржавости и степеней подготовки. Она включает 28 представительных фотографических примеров.

## История
Первая редакция стандарта ISO 8501 была опубликована в 1988. В 1994 году стандарт был дополнен. А в 2007 заменен современной, второй редакцией , опубликованной 1 июня 2007 года.
Двадцать четыре фотографии взяты из Шведского стандарта SIS 05 59 00-1967. Иллюстрированные нормы подготовки стальной поверхности перед антикоррозионной окраской, который заменен настоящей частью ИСО 8501 (см. приложение А). Остальные четыре фотографии взяты из Немецкого стандарта DIN 55 928, часть 4, Дополнение 1 (август 1978 г.), Защита стальных конструкций от коррозии органическими и металлическими покрытиями; подготовка и контроль поверхностей; фотографические стандарты.
Стандарт SIS 05 59 00 был разработан первоначально Шведским институтом коррозии в сотрудничестве с Американским обществом по испытанию материалов (ASTM) и Советом по антикоррозионной окраске стальных сооружений (SSPC), США. Имеется ряд национальных стандартов, основанных на Шведском стандарте SIS 05 59 00, например, DIN 55 928, часть 4 (1978), TGL 18730/02 (1977), DS 2019 (1967), AS 1627, часть 9-1974, ASTM D 2200-67 (1980) и SSPC-Vis 1-82 Т. Кроме того, существуют другие стандарты с таким же оформлением, например JSRA SPSS-1975, но которые находят менее широкое применение и поэтому не приняты во внимание.

## Основные принципы

### Степени окисления поверхности[4]
Описываются четыре степени окисления поверхности, обозначаемые соответственно А, В, С и D. Степени окисления определяются описаниями и типичными фотографическими примерами (см. главу 6).
| А | Поверхность стали, покрытая в большой степени прочно прилегающей прокатной окалиной, но почти не имеющая ржавчину.                                                                        |
| В | Поверхность стали, начавшая ржаветь и с которой начинает отставать прокатная окалина. |
| С | Поверхность стали, с которой прокатная окалина исчезла в результате ржавления или с которой она может быть удалена, но на которой наблюдается некоторый питтинг при нормальном обозрении. |
| D | Поверхность стали, с которой прокатная окалина исчезла в результате ржавления и на которой наблюдается общий питтинг при нормальном обозрении.                                            |

### Степени подготовки поверхности
Описывается ряд степеней подготовки с указанием метода подготовки поверхности и степени очистки. Степени подготовки определяются описаниями вида поверхности после очистки и типичными фотографическими примерами.
Подготовка поверхности пескоструйной очисткой обозначается буквами «Sa».
| Sa 1 Легкая пескоструйная очистка               | При осмотре без увеличения поверхность должна быть свободной от видимых масла, смазки и грязи, а также от слабопристающих окалины, ржавчины, краски и посторонних частиц. |
| Sa 2 Тщательная пескоструйная очистка           | При осмотре без увеличения поверхность должна быть свободной от видимых масла, смазки и грязи, а также от большей части прокатной окалины, ржавчины, краски и посторонних частиц. Любые оставшиеся загрязнения должны приставать прочно.                                      |
| Sa 2 1/2 Очень тщательная пескоструйная очистка | При осмотре без увеличения поверхность должна быть свободной от видимых масла, смазки и грязи, а также от прокатной окалины, ржавчины, краски и посторонних частиц. Любые оставшиеся следы загрязнений должны выглядеть только как легкое окрашивание в виде пятен или полос. |
| Sa 3 Струйная очистка до визуально чистой стали | При осмотре без увеличения поверхность должна быть свободной от видимых масла, смазки и грязи, а также от прокатной окалины, ржавчины, краски и посторонних частиц. Она должна иметь однородную металлическую окраску.                                                        |

Подготовка поверхности путём очистки ручным и механическим инструментом, например, шабрение, очистка щеткой, механическая очистка щеткой и шлифование, обозначается буквами «St».
Подготовка поверхности пламенной очисткой обозначается буквами «FI».

## Примеры
- Степень очистки по Sa 2 — 76 % чистой поверхности;
- Степень очистки по Sa 2 1/2 — 96 % чистой поверхности;
- Степень очистки по Sa 3 — 99 % чистой поверхности[5].